# Гора Кузяріна
Гора́ Кузя́ріна — комплексна пам'ятка природи місцевого значення в Україні. Об'єкт природно-заповідного фонду Львівської області. 
Розташована в межах Золочівського району Львівської області, біля села Підлипці. 
Площа 4 га. Статус надано згідно з рішенням облради від 21.03.2017 року. Перебуває у віданні Підлипецької сільської ради. 
Статус надано для збереження місць зростання шістьох видів рослин, занесених до Червоної книги України та п'ятьох видів регіонально-рідкісних, які потребують охорони у межах Львівської області. Також зростає 59 видів рідкісних судинних рослин.